# 山名教清
山名 教清（やまな のりきよ、生没年不詳）は、室町時代中期の武将、守護大名。石見・美作守護。山名義清（よしきよ）の子で、山名義理の孫に当たる。子に政清。官位は修理大夫、法名は常勝（もしくは浄勝・常捷）。
元服時に室町幕府第6代将軍・足利義教より偏諱を受けて教清と名乗ったとされているが、その経歴については様々な矛盾が指摘されているため、後述する。

## 経歴
従来、山名義理は明徳の乱で紀伊守護の地位を追われたと考えられていたが、実際には応永13年（1406年）頃に発生した石見守護山名氏利の急死を受けて、急遽その後任に起用されている。しかし、義理も程なく引退もしくは死去したのか、応永15年（1408年）頃から教清が守護としての職務を行っている。
ところが、永享9年（1437年）に同族の山名熙貴に交代させられた。これについても従来は領国経営の不振などで将軍・足利義教の不興を買ったと考えられていたが、煕貴と養子縁組を結び、煕貴の死後もその娘たちを教清が育てていたとする同時代史料の存在が指摘されたことで、義教の仲介で煕貴を養子に迎えて守護を譲った後に実子（政清）が生まれたと考えられている。また、永享9年以降も、京都において将軍・義教に仕えていることが確認でき、永享12年（1440年）4月に陸奥国から結城氏朝が上洛して義教と対面した際には義教の命令で教清が氏朝への一献の御酌をしている。これは教清の守護交替が解任などの処分の性格を持ったものではないことの傍証とされている。
嘉吉元年（1441年）に将軍・義教と熙貴が共に赤松満祐の部下の者に殺害されると（嘉吉の乱）、石見守護に復帰して同族の山名持豊（宗全）・山名教之と共に満祐討伐軍に加わり、恩賞として満祐の領土美作を獲得した。なお、第7代将軍足利義勝の就任を機に、しばらくの間法名を「常捷」に改めている（避諱）。以後の消息は不明であるが、享徳4年（1455年・康正元年）6月まで常勝発給文書が見られる一方で、翌年の康正2年（1456年）6月に内裏造営のための段銭を政清が納付したことが知られているため、この1年間に石見・美作の守護職を、政清に譲って程なく死去したと推測される。

## 出自と実名を巡る問題点
現在、一般的な山名氏の系図では、山名義理－義清－教清と記載されているが、寛永18年（1641年）に作成された「山名系図」（池田本）には教清の名前が記されていない。一方、『建内記』嘉吉元年7月14日条には道弘を常勝の父と記しているが、一般的には道弘は義理の法名、常勝は教清の法名とされているため、その解釈に従えば、義理（道弘）－教清（常勝）という系図が成立することになる。ところが、記録上に常勝の法名が登場するのは足利義教の将軍就任以前のことであり、既に出家して法号を称している常勝が義教から一字を与えられて諱（俗名）を変えることは考えにくく、実際に同時代史料に「教清」という名前は登場しないのである（足利義満が死去した応永15年には守護としての活動形跡があるため、元服はそれ以前であった可能性が高い）。伊藤大貴は石見山名氏の被官に「清」の一字を与えられた者が多いことから、常勝の実名は「○清」である可能性が高いが前述の理由から「教清」は考えにくいとしている（「義清」は候補の1つとしては考えられる）。常勝の実名が教清で正しいのか、彼が山名義理の息子なのか孫なのかは現状では確定する史料が不足しており、伊藤は現時点では記録から実際に用いられていた呼称として確認可能な法名を用いた「山名常勝」を応永から享徳期の石見守護の名前として用いるべきではないかとしている。